# Zbigniew Słomiński
Zbigniew Słomiński (ur. 1950) – polski koszykarz występujący na pozycji środkowego, wielokrotny medalista mistrzostw Polski.
W 1973 uplasował się na szóstej pozycji, na liście najlepszych strzelców ligi, w 1975 na trzeciej, w 1979 na siódmej.

## Osiągnięcia
Drużynowe
- Mistrz Polski (1982)
- Wicemistrz Polski (1981, 1983, 1986)
- Finalista pucharu Polski (1979)
- Awans do ekstraklasy z Pogonią Szczecin (1972)